# Мормонизам
Мормонизам је религија коју практикују мормони и доминантна је верска традиција покрета Светаца последњих дана. Овај покрет је основао Џозеф Смит почетком 1820-их, као облик хришћанског примитивизма. Током 1830-их и 1840-их, мормонизам се постепено удаљавао од традиционалног протестантизма. Мормонизам данас представља нову, непротестантску религију, која вуче корене из Смитових проповеди из 1840-их. Након Смитове смрти, већина мормона је следила Бригама Јанга до Стеновитих планина, као црква Исуса Христа светаца последњих дана. У друге гране мормонизма спадају мормонски фундаментализам, који настоји да одржи праксе и доктрине којих се одрекла Црква Исуса Христа светаца последњих дана (као што је полигамија), као и друге мање заједнице. Историчар, Сидни Е. Олстром, писао је 1982. године: „Не може се чак ни са сигураношћу утврдити да ли је [мормонизам] секта, мистериозни култ, нова религија, црква, народ, нација или америчка подкултура; заиста, у различито време и на различитим местима, он је све то". Међутим, научници и теолози унутар покрета Светих последњих дана, укључујући Смита, често су користили „мормонизам“ да опишу јединствена учења и доктрине покрета.
Израз мормон потиче од Мормонове књиге, једног од светих текстова ове религије. На основу имена те књиге, рани следбеници Џосефа Смита названи су мормони, а вера мормонизам. Термин је првобитно сматран увредљивим, али се више не сматра таквим (мада мормони више воле да се ословљавају као свеци последњих дана). Мормонизам дели заједнички скуп веровања са остатком покрета Светаца последњих дана, укључујући веровање у Библију, као и друге верске текстове, укључујући Мормонову књигу и Доктрине и завети. Разликује се од других традиција покрета Светаца последњих дана (као што су заједница Христа) у томе што такође прихвата Драгоцени бисер као део свог верског канона, као и по проповедању вечног брака, вечног напредовања, и вишечланог брака (иако је Црква Исуса Христа светаца последњих дана напустила полигамију почетком 20. века). Културни мормонизам представља животни стил који промовишу мормонске институције, а обухвата културне мормоне који се идентификују са културом, али не нужно и са мормонском теологијом.
Сама теологија није једнообразна; већ 1831. године, а још значајније након Смитове смрти, различите групе су се одвојиле од Христове цркве коју је Смит основао. Осим разлика у вођству, ове групе се најзначајније разликују у својим ставовима о полигамији, коју је црква LDS из Јуте забранила 1890. године, и Светом Тројству, који црква LDS не потврђује. Грана теологије која настоји да одржи праксу полигамије позната је као мормонски фундаментализам и укључује неколико различитих цркава. Друге групе подржавају тринитаризам, попут Христове заједнице (раније Реорганизована црква Исуса Христа светаца последњих дана) и описују своју доктрину као тринитарна хришћанска рестаурација.
Културни мормонизам је термин који су сковали култолошки мормони који се идентификују са културом, посебно оном присутном у Јути и Ајдаху, али се нужно не идентификују са теологијом.